# Aeroporto di Semej
L'aeroporto di Semej (IATA: PLX, ICAO: UASS)  (kazako: Международный аэропорт Семей) è un aeroporto kazako situato a circa 8 chilometri a sud-ovest della città di Semej, nella regione del Kazakistan Orientale, nell'estremo oriente del Paese, ai confini con la Russia. La struttura è dotata di una pista di asfalto lunga 3100 m, l'altitudine è di 232 m, l'orientamento della pista è RWY 08-26. L'aeroporto è aperto al traffico commerciale.